# Crosse (arme à feu)
Pour les articles homonymes, voir Crosse.

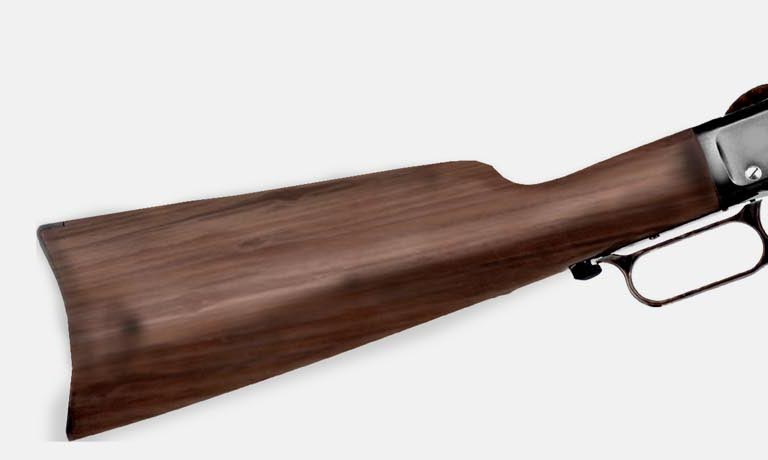
Crosse d'un fusil de chasse Winchester.

La crosse est la désignation de la partie arrière d'une arme d'épaule, dont la fonction est de raffermir l'épaule du tireur pour une meilleure stabilité lors du tir, afin d'atténuer l'élévation du canon, en transmettant le recul du tir directement au corps du tireur.
La crosse peut également servir de support structurel pour les composants d'une arme, tels que le canon, les mécanismes d'action et de tir. La crosse s'étend du seuil à la zone de la détente et peut contenir une trappe à outils. La crosse de certaines armes est pliable pour réduire sa taille, de même que la crosse peut être creusée pour réduire le poids de l'arme. Les fusils bullpup ont l'action et le magasin dans le stock pour réduire la taille du fusil.
Dans le cas d'un combat au corps à corps, le tireur peut s'en servir pour frapper son agresseur et, une fois au sol, l'achever avec son arme.

## Généralités

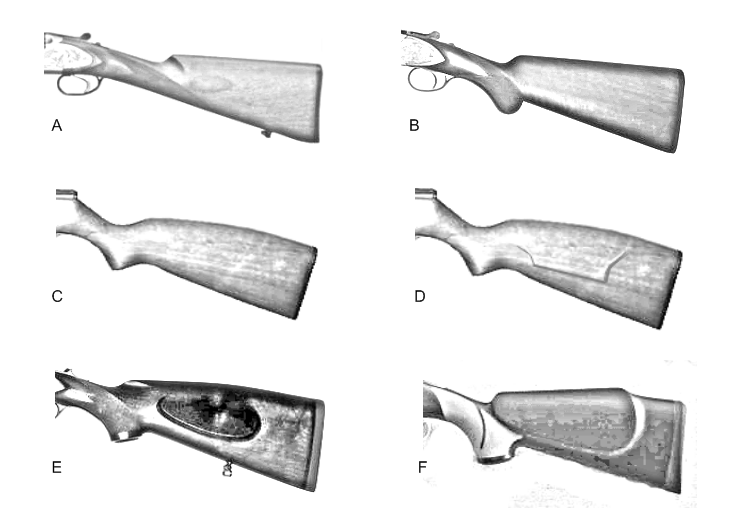
Exemples de crosses. A : Crosse anglais, B : Crosse pistolet, C : Crosse de longe de porc, D : Crosse de longe de porc avec soutien de joue bavaroise, E : Crosse de longe de porc avec soutien de joue, F : Crosse de Monte Carlo avec soutien de joue Monte Carlo.

La crosse, en plus de supporter le tireur, peut également abriter la boîte de culasse (récepteur), les mécanismes de tir et le canon, ainsi qu'une trappe sur le seuil pour stocker les fournitures de nettoyage du fusil. La longueur de la crosse est définie comme sa longueur par rapport au bras du tireur. Les crosses peuvent être faits de bois, de métal ou d'autres matériaux synthétiques - comme le polymère. Les crosses peuvent également être creusées (ou évidés) pour alléger le poids de l'arme mais pas au point d'affecter la stabilité de tir.
Les types de crosses incluent :
- Crosse anglaise : Type de crosse plus droite, caractéristique des armes anglaises, sans poignée pistolet.
- Crosse laminé : Type fabriqué avec du bois laminé à base d'époxy.
- Crosse Mannlicher : Type dont la tuile va jusqu'au bout du canon.
- Crosse Monte Carlo : Type avec la crête plus haute que la normale, formant un appui pour la joue du tireur, permettant ainsi une meilleure visée tout en gardant la crosse au niveau des épaules.

La crête surélevée des crosses de Monte Carlo a été conçue à l'origine pour les tireurs sportifs et offre un meilleur soutien des joues. Le type Monte Carlo est également utilisé dans les fusils car il permet aux tireurs d'aligner plus rapidement et naturellement leurs yeux avec le réticule. Sur les armes à feu de gros calibre, cependant, les tireurs peuvent ressentir plus de recul. La crosse Monte Carlo plaît aux femmes car il est courant pour les femmes d'avoir des pommettes plus hautes et une crête plus haute rend la position de tir plus confortable,.

### Crosse pliante

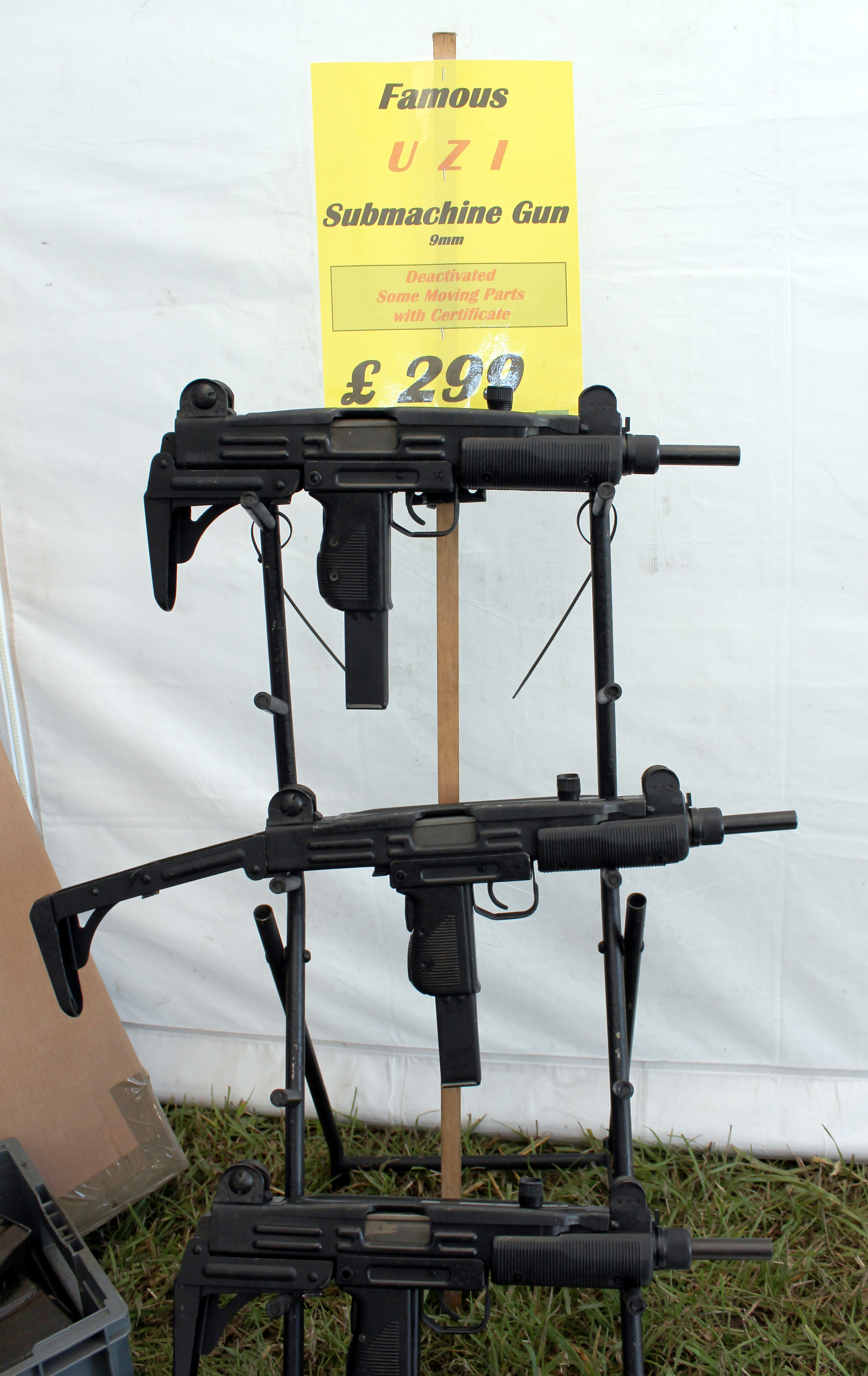
Pistolets-mitrailleurs Uzi avec la crosse plié et étendu au Victory Show 2015 à Cosby, Leicestershire, Royaume-Uni.

La crosse de certaines armes est pliable pour réduire son encombrement lors du transport. Aussi appelées pliables ou dissimulables, ces armes étaient autrefois conçues pour les forces parachutistes sortant de la porte de l'avion pendant le saut; par conséquent, les fusils à crosse pliante sont souvent désignés par le préfixe "para" - par exemple, le Para-FAL. Les modèles Para-FAL utilisent des crosses squelettiques qui se plient universellement à partir de la droite à l'avenir. Dans le système russe, les armes à crosse pliée sont identifiées par la lettre "S", pour skladnoy ("plier", skladnoy priklad pour "crosse pliante"). Des unités mécanisées, transportées à l'intérieur de véhicules blindés, ont également bénéficié de ces armes, en plus des forces spéciales qui souhaitaient des armes plus compactes lors de la marche d'approche. Les crosses pliantes peuvent être communes, comme dans les modèles à crosse fixe, ou squelettiques, simplement avec le minimum de la charpente métallique ; pour sacrifier la stabilité pour moins de poids.
Ces crosses peuvent avoir une fixation à charnière latérale et peuvent être pliés vers l'avant pour raccourcir la longueur totale de l'arme. La charnière a généralement un mécanisme de verrouillage pour empêcher tout mouvement accidentel ou indésirable de la crosse. Lorsque la stabilité n'est pas requise, l'arme peut être repliée pour gagner de la place, cachée ou tenue dans une main ou plus près du corps (notamment dans le saut) ; lorsqu'un objectif stable est requis, la crosse peut être rapidement étendue et maintenue sur l'épaule.
D'autres façons de plier le stock sont sur, sous ou même télescopiquement. La mitraillette française Universal Type Hotchkiss se replie complètement, la crosse se repliant vers le bas, et forme un rectangle,.

### Crosse télescopique

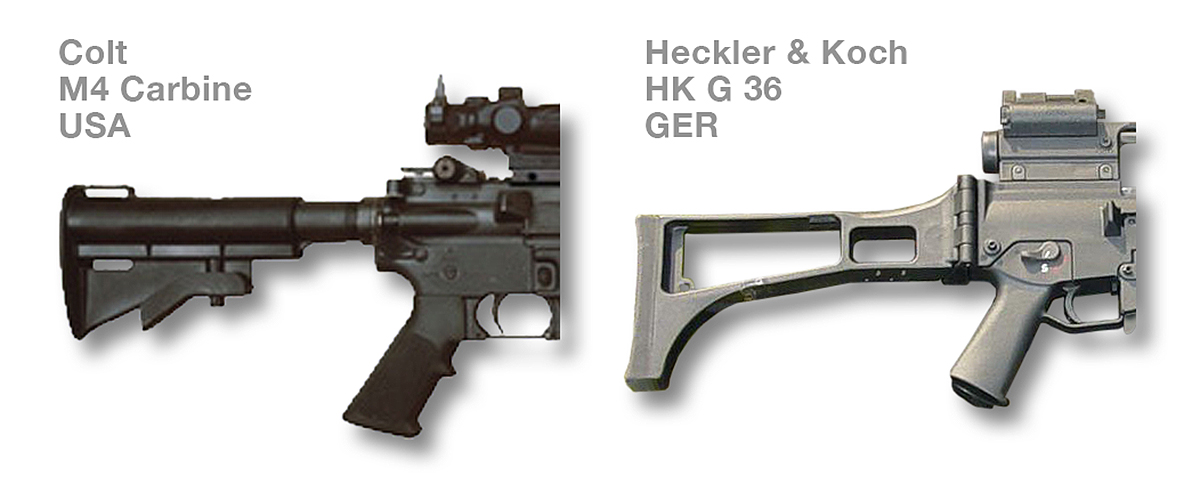
Les crosses modernes sont sophistiquées : à gauche une crosse télescopique et à droite une crosse creuse et repliable.

Une crosse télescopique est une crosse qui peut se rétracter et se raccourcir comme un télescope pour rendre l'ensemble de l'arme plus compact. Les crosses télescopiques sont utiles pour permettre de stocker ou de manœuvrer une fusil, une mitraillette, un fusil de chasse ou une mitrailleuse légère dans des espaces confinés. L'utilisateur peut faire glisser ("effondrer") la crosse pour rendre l'arme plus portable et dissimulable, ou l'étendre ("déplier") pour une meilleure précision.
Certaines crosses télescopiques, telles que celles de la carabine M4 et du fusil de chasse Benelli M4, ont plus d'une longueur de réglage de traction, ce qui permet à la crosse d'être ajustée par des utilisateurs de différentes tailles. Par exemple, la crosse télescopique du fusil d'assaut CZ BREN 2 a quatre positions.

## Bump stock

Une bump stock permet aux armes à feu semi-automatiques de tirer à une cadence de tir plus rapide qui imite quelque peu le tir entièrement automatique.

Une bump fire stock ou bump stock, signifiant "crosse de choc", utilise le choc de recul d'un fusil semi-automatique pour faciliter une cadence de tir plus rapide sans nécessiter aucune modification des mécanismes internes pour convertir l'arme à feu en une arme à feu automatique.
Le terme "bump fire" était à l'origine une technique improvisée pour tirer un AR-15 plus rapidement en demandant au tireur d'appliquer une poussée vers l'avant non rigide au récepteur (soit en saisissant le garde-main ou via une poignée avant) et en tenant la poignée du pistolet avec une prise lâche. Lorsque l'arme tire, le recul déplace le récepteur vers l'arrière, déplaçant en sens inverse la détente vers l'avant (à partir du cadre de référence du récepteur) et relâche la force de traction sur la détente, lui permettant de se réinitialiser. Lorsque l'impulsion vers l'avant du tireur l'emporte sur le taux de recul et déplace le récepteur vers l'avant, la détente heurte (en anglais: to bump) le doigt du tireur et est enfoncée à nouveau, tirant à nouveau, ce qui produit une autre empreinte qui répète le processus ci-dessus. Cela permet une cadence de tir cyclique beaucoup plus rapide que celle que le doigt du tireur peut généralement atteindre, mais est souvent imprécis car le tireur doit souvent tirer depuis la hanche pour maintenir l'arme stable.
Une crosse de choc remplace la poussée manuelle vers l'avant par un mécanisme à ressort à l'interface entre le récepteur et la poignée du pistolet ou la crosse. L'utilisateur doit simplement maintenir la détente contre la poignée, et la poussée vers l'avant assistée par ressort fonctionnera contre le recul pour cycler le tir. Cela permet une cadence de tir accrue pouvant atteindre plusieurs centaines de coups par minute et des performances beaucoup plus constantes par rapport au tir de choc manuel.

## Crosse d'arme de poing
La crosse des armes de poing sert à la prise en main de l'arme. Elle est appelée poignée par les connaisseurs.
À la différence de la crosse du revolver, celle du pistolet automatique sert aussi de receveur pour le chargeur de munitions. Celui-ci est mis en place et retiré par le bas de la crosse.

## Crosse d'arme d'épaule
La crosse des armes d'épaule (fusil et carabine) sert de point d'appui au tireur.
La crosse de certaines armes est repliable afin de diminuer l'encombrement de l'arme. Elle peut être évidée afin de l'alléger. En cas de corps à corps, le tireur peut l'employer pour frapper son assaillant et une fois à terre, l'achever avec son arme.

## Galerie

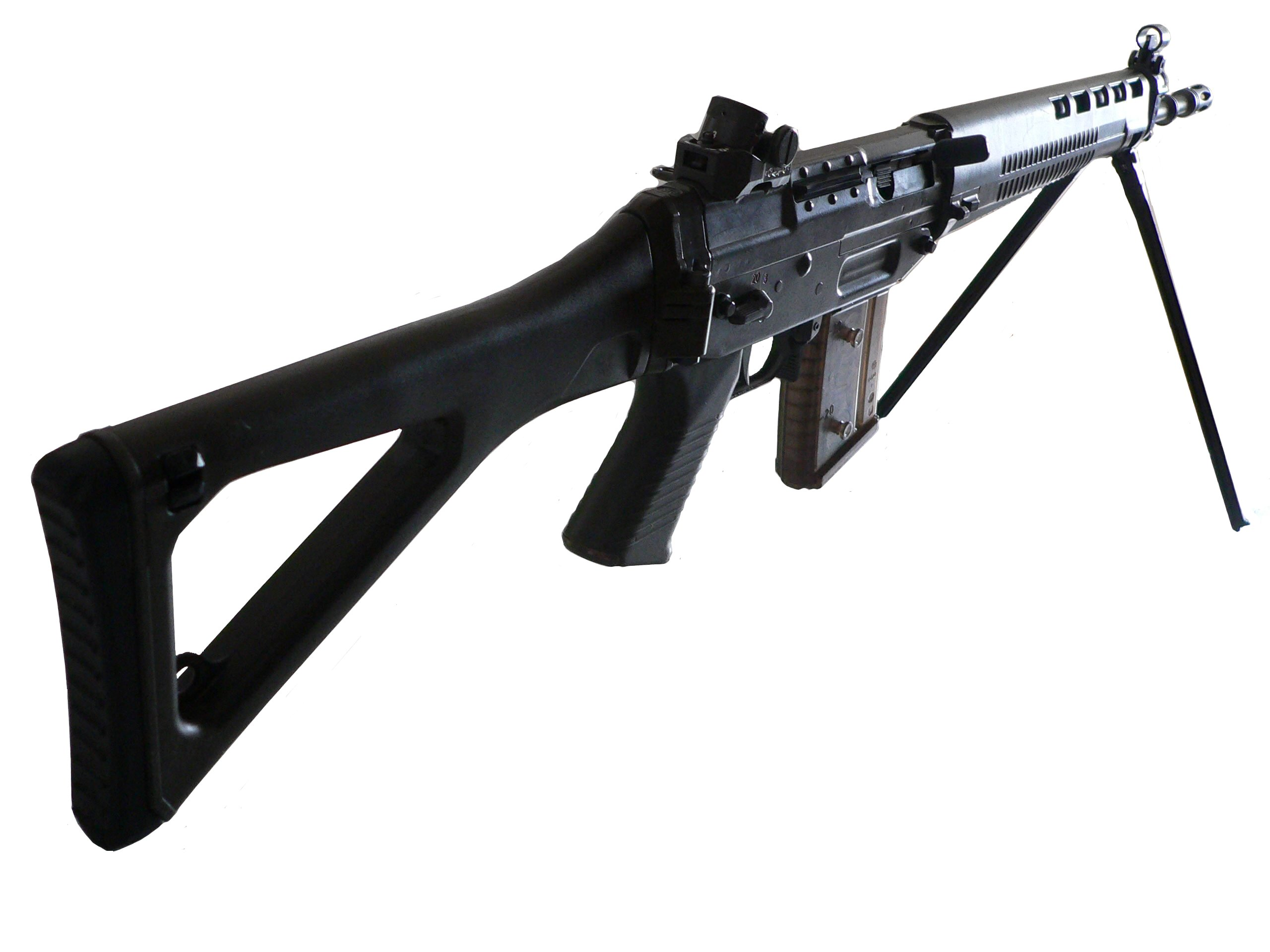
Gros plan sur la crosse du SIG-550.
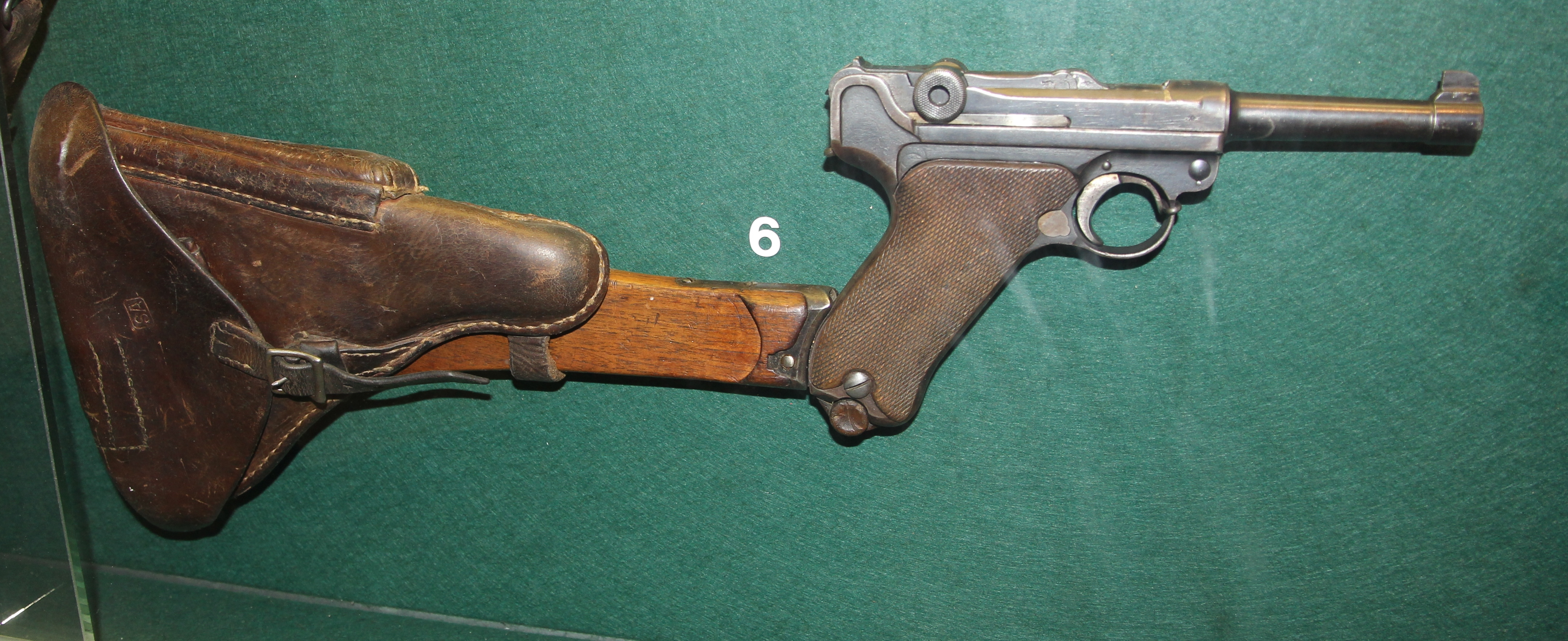
Pistolet Luger avec étuis en bois et en cuir comme crosse et repose-crosse respectivement.
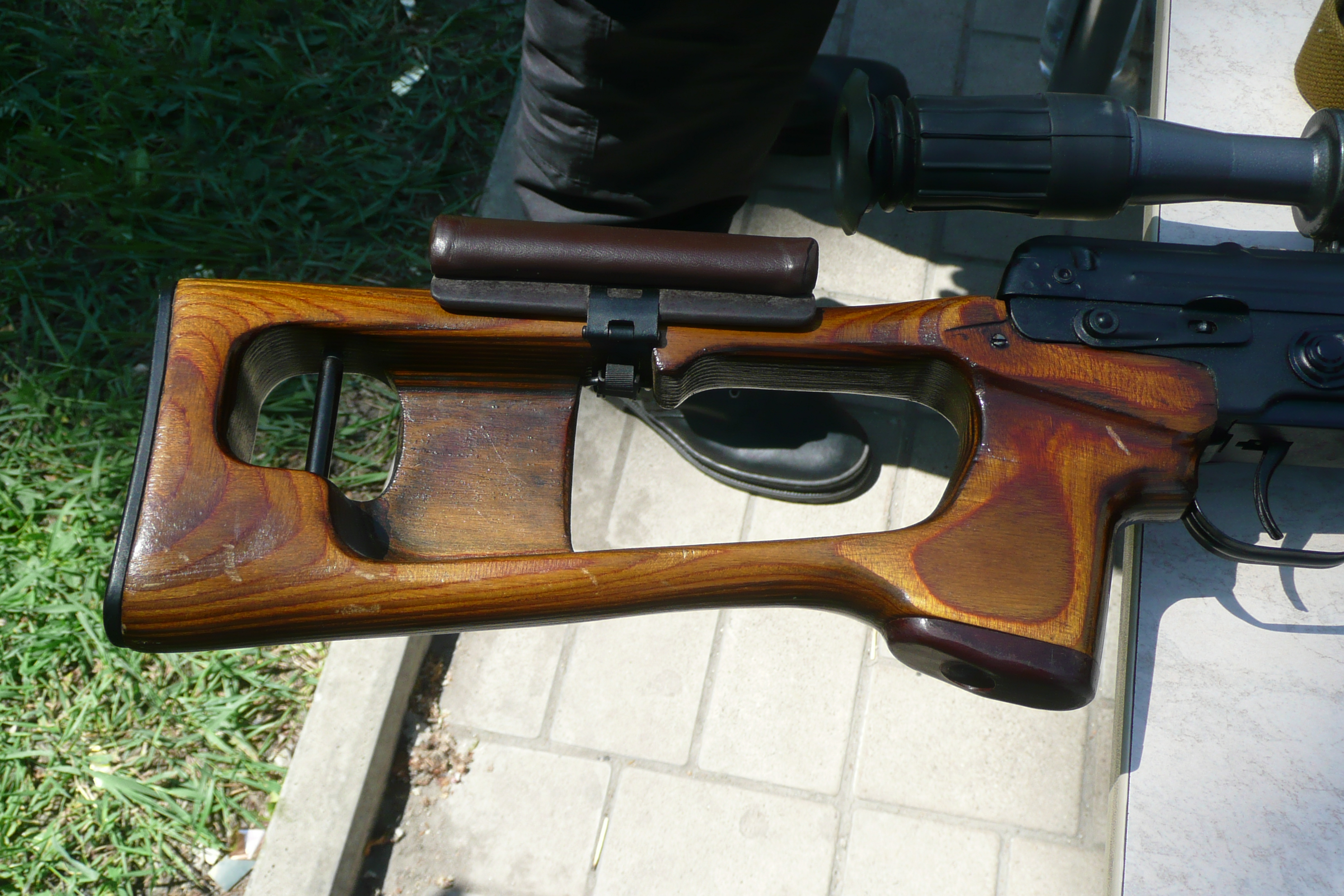
Crosse en bois creuse du SVD Dragunov pour alléger le poids.
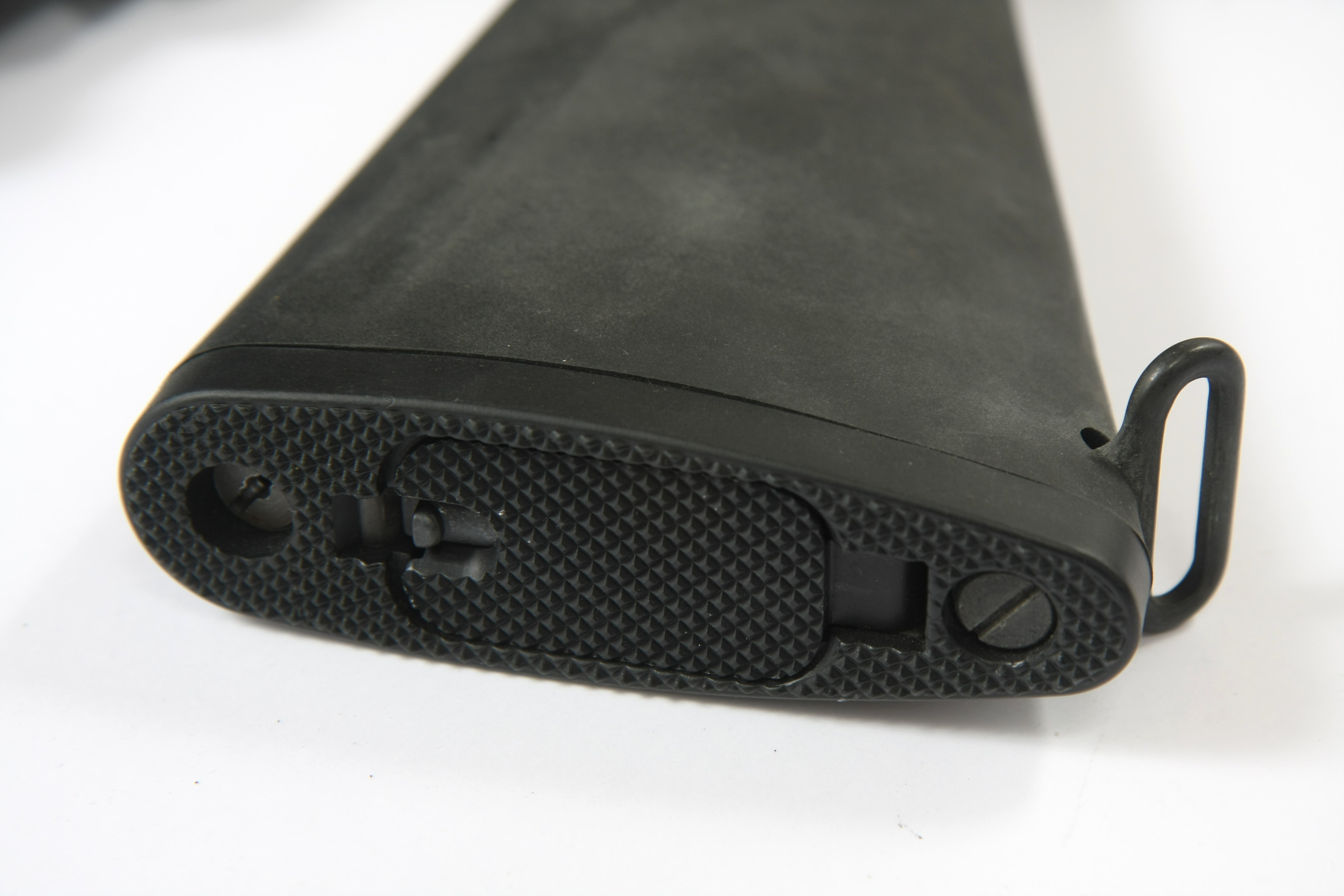
Seuil de la crosse avec trappe de rangement.
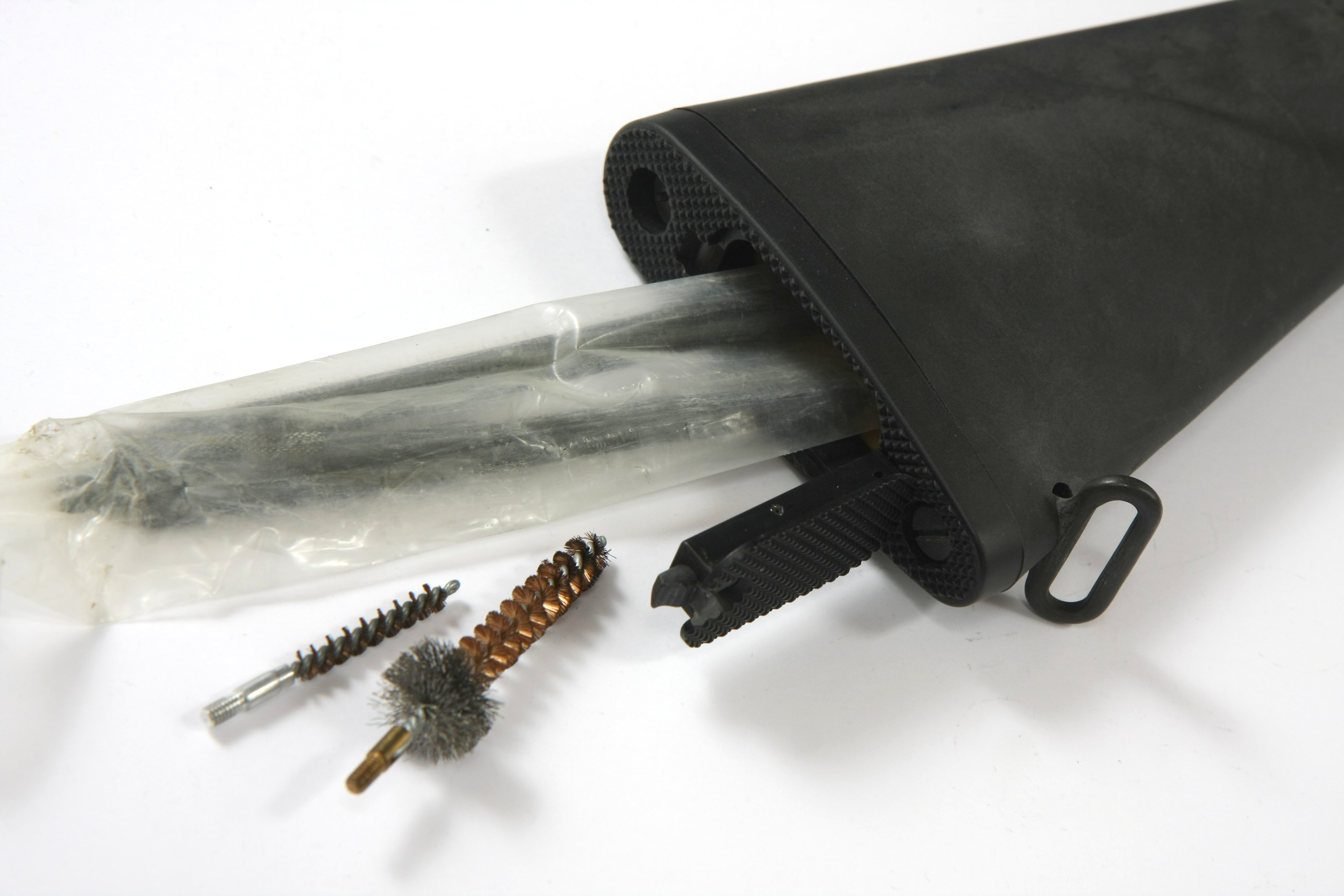
Compartiment de rangement à l'intérieur de la crosse avec trappe ouverte.
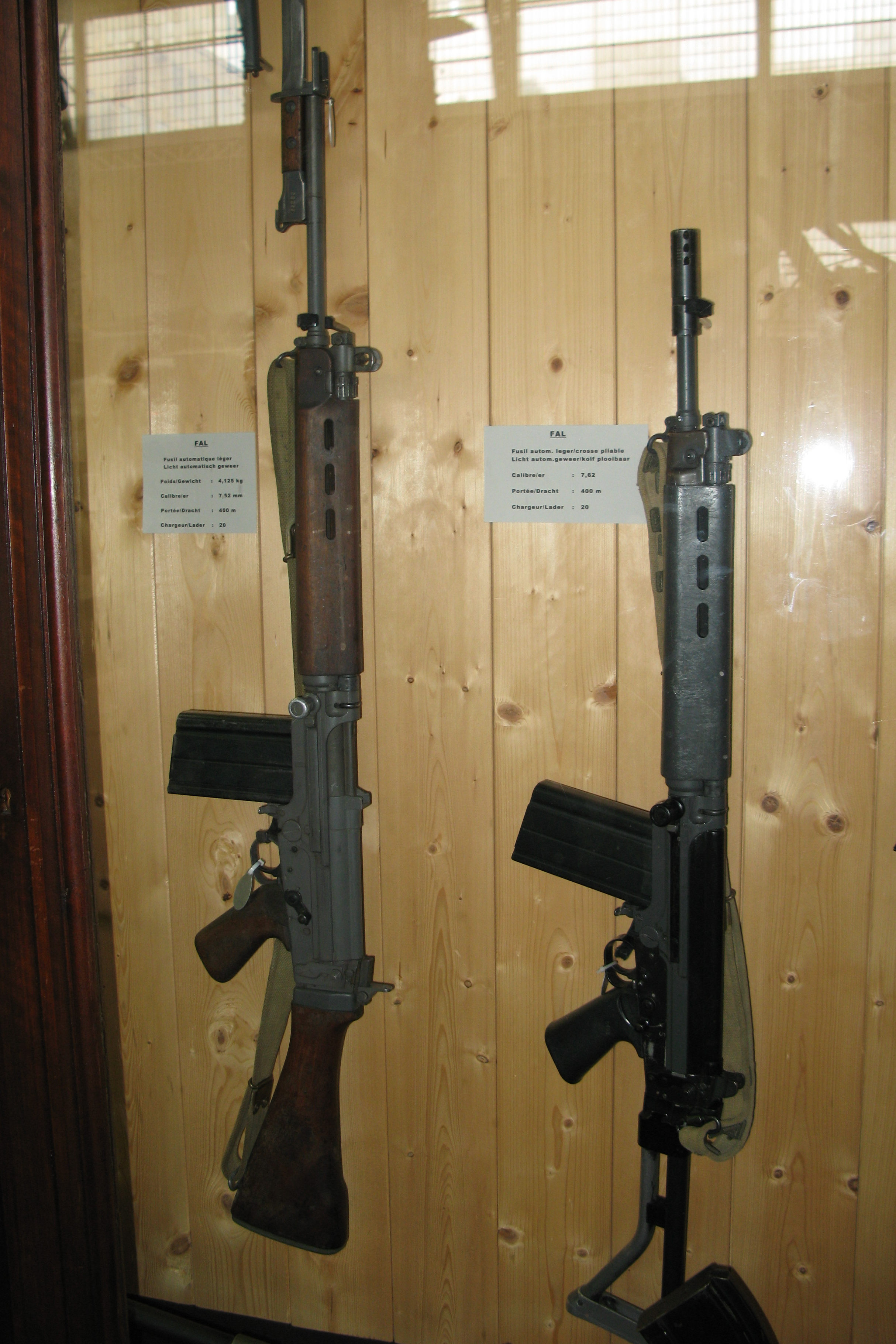
Fusil et carabine FAL avec crosse en bois et crosse squelettique pliante, respectivement.
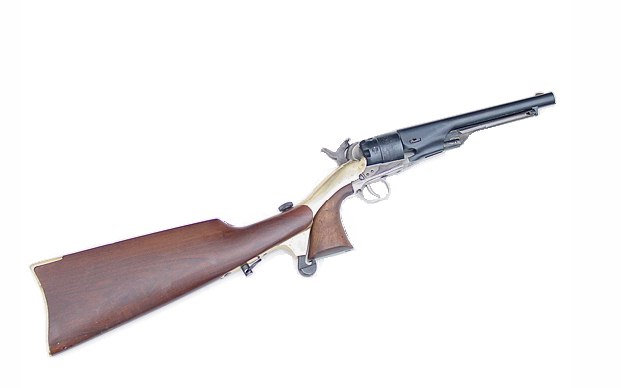
Un revolver avec une crosse en bois amovible.
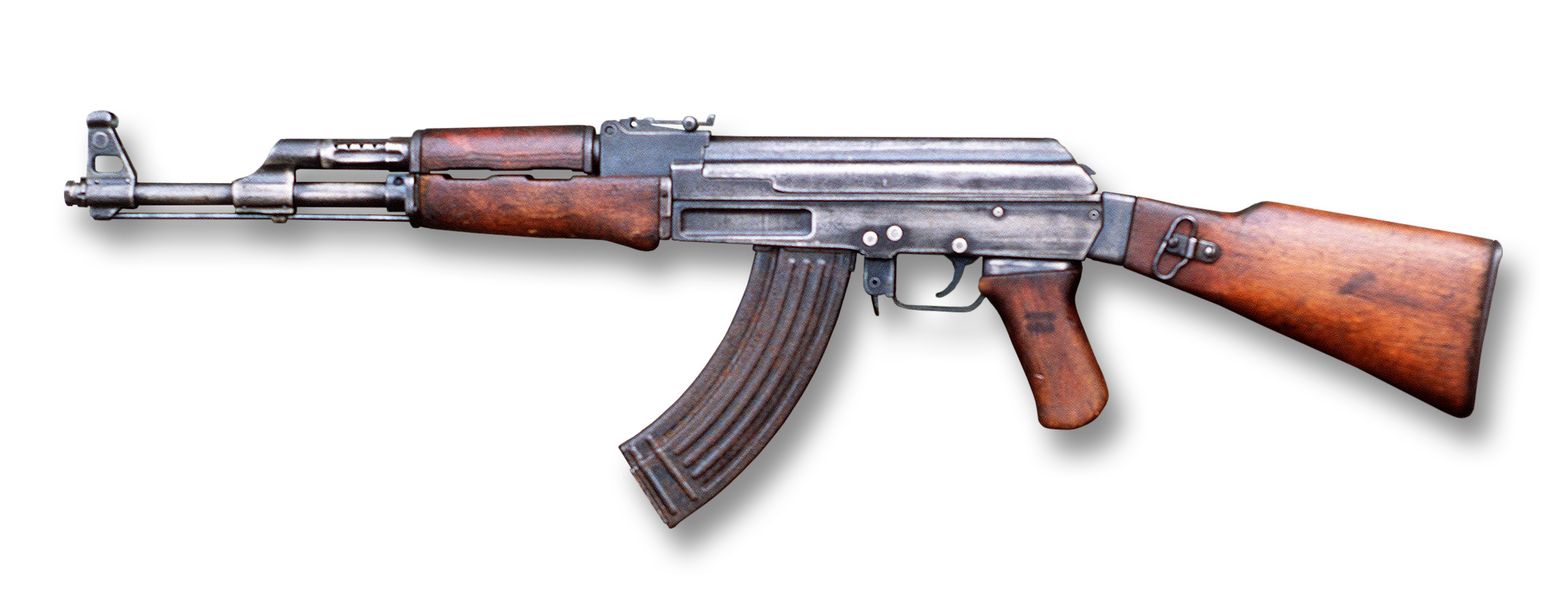
Un AK-47 avec le cadre visiblement divisé en ses sous-composants en métal et en bois.
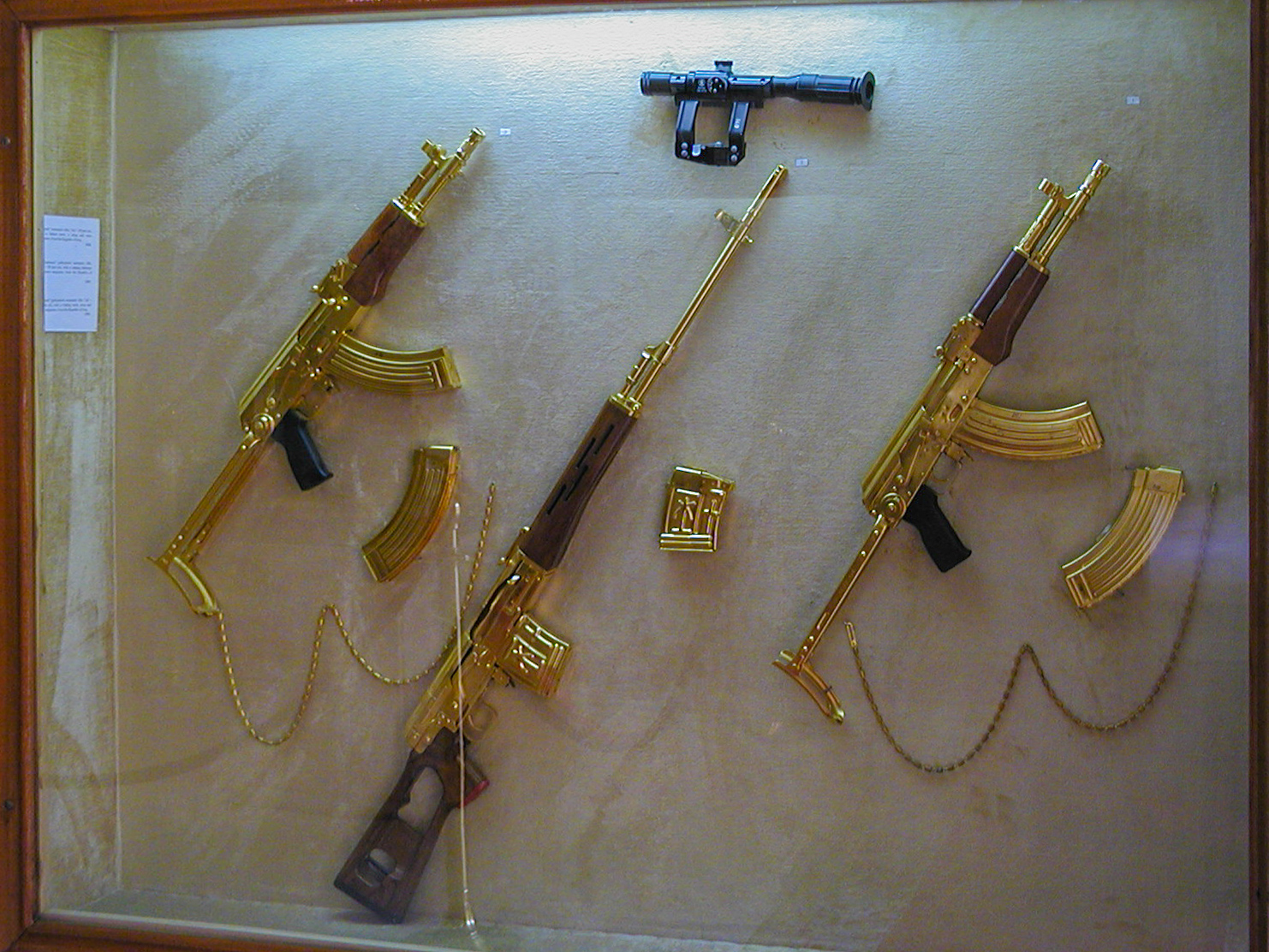
Exemples de fusils à crosse squelette pliante et à crosse creuse en bois au palais d'Abdeen, au Caire.
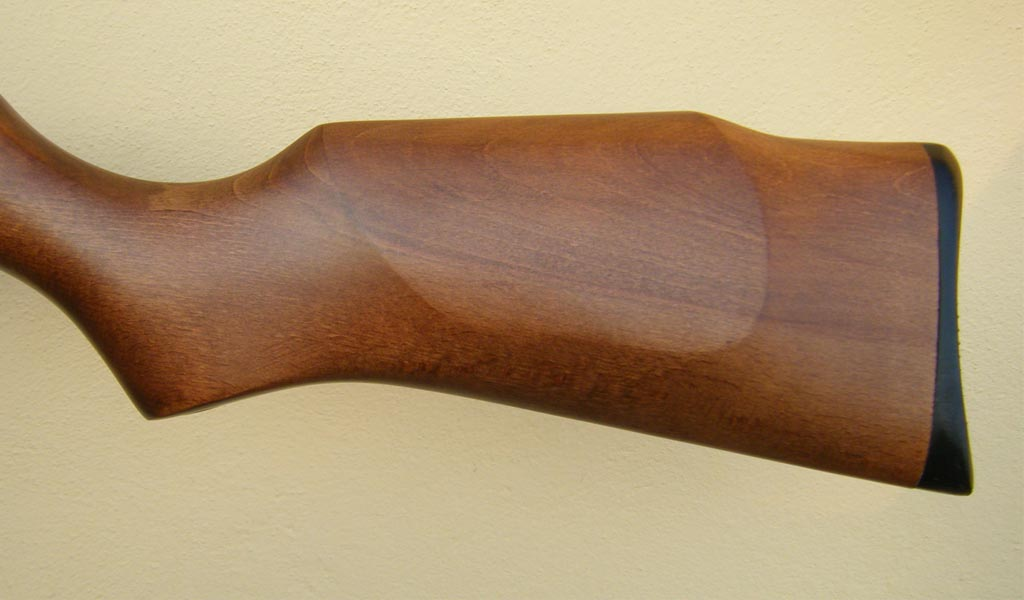
Crosse avec un repose-joue prononcé.
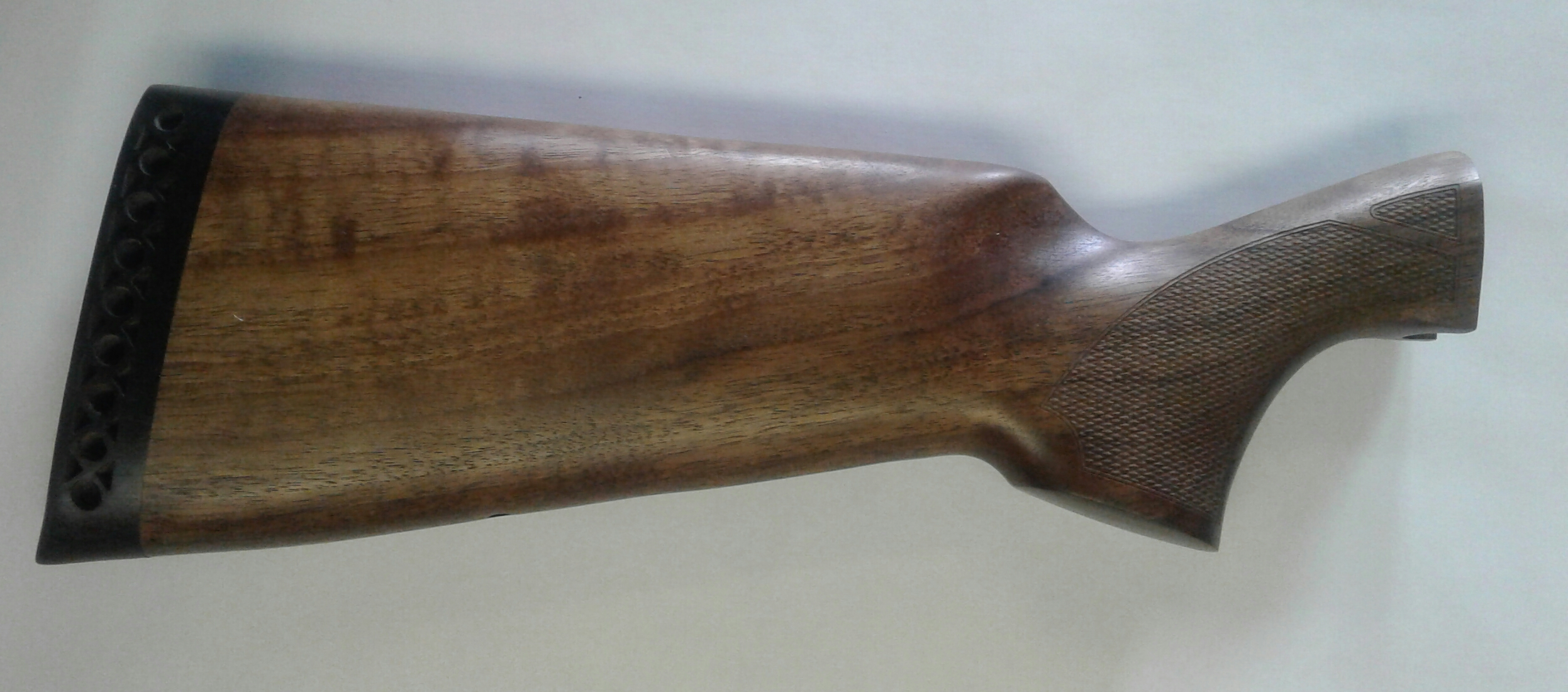
Crosse avec manche plus fin.